# Rundfunkjahr 1999

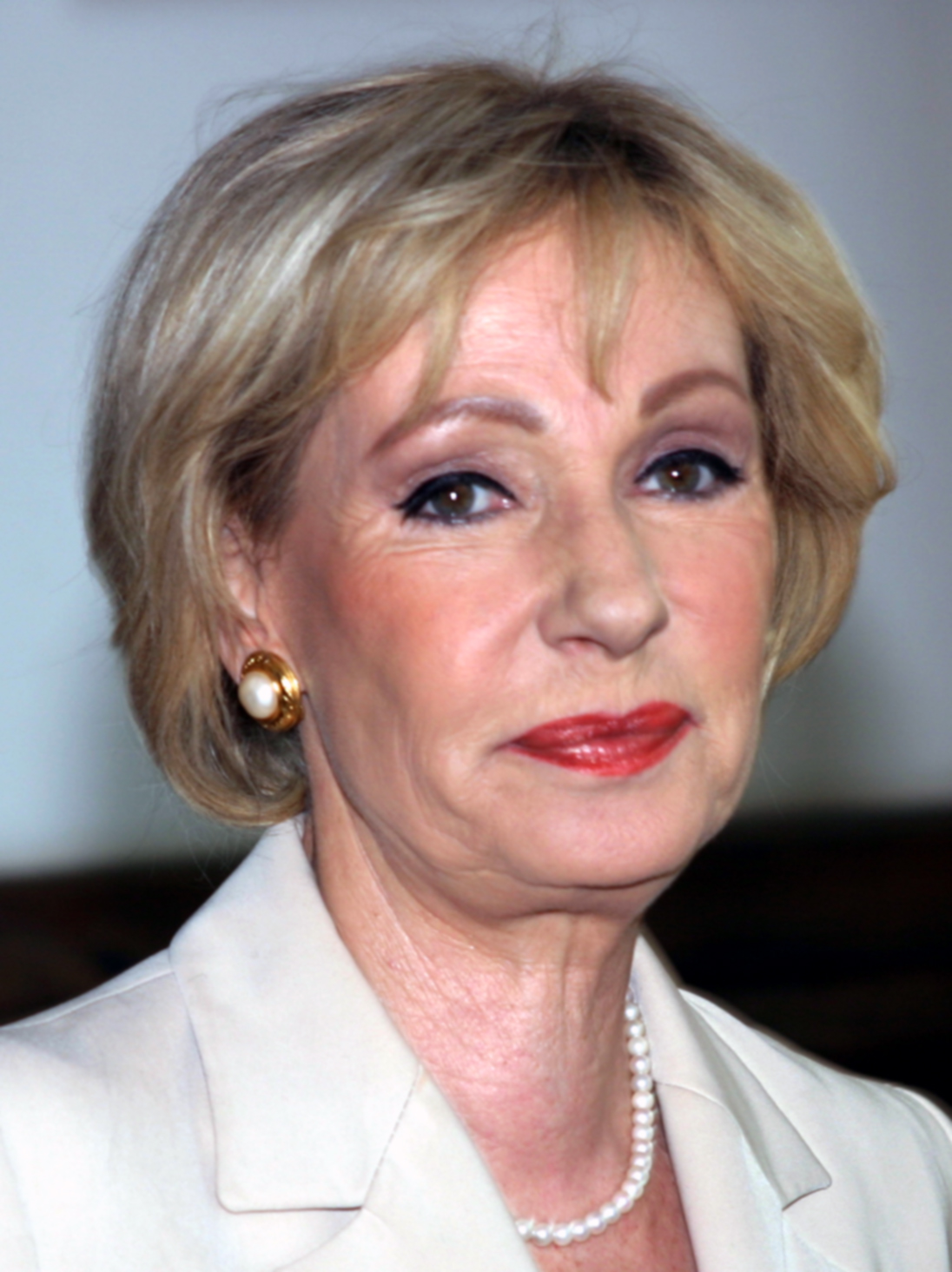
Dagmar Berghoff spricht zum letzten Mal die Tagesschau.

Liste der Rundfunkjahre

◄◄ | ◄ | 1995 | 1996 | 1997 | 1998 | Rundfunkjahr 1999 | 2000 | 2001 | 2002 | 2003 | ► | ►►

Weitere Ereignisse

## Allgemein
- In Japan werden die ersten Mobiltelefone mit integrierter Kamera verkauft.
- Sony stellt das HDCAM-Format vor, ein Produktionssystem für die Herstellung von Kino- und Fernsehfilmen in HDTV-Qualität. Es stellt eine ernsthafte Alternative für den 16-mm-Film dar.
- 21. Juli – Apple stellt in New York sein erstes iBook vor.
- 4. September – Inbetriebnahme des Rundfunksender Solec Kujawski als Ersatz für den 1991 eingestürzten Sendemast Konstantynów.

## Hörfunk
- Mit Radyo Metropol FM wird der erste türkischsprachige Hörfunksender in der Bundesrepublik Deutschland gegründet.
- 10. März – Start des Ö1-Schwerpunktprogramms Amerika – Die neue Welt in Bildern des 19. Jahrhunderts anlässlich der gleichnamigen Ausstellung in der Österreichischen Galerie im Oberen Belvedere.
- 26. März – In Portland, Oregon nimmt mit KXJM der erste Rhythmic-Contemporary-Sender der Region seinen Betrieb auf. Der Sender wird von dem aus Seattle stammenden Unternehmer und Milliardär Paul Allen finanziert.
- 26. März – Sechzig Jahre nach seiner Gründung stellt die BBC ihren deutschsprachigen Dienst ein[1].
- 27. März – Ö1 sendet eine Radionacht über Andy Warhol. Dabei kommt es zu einer kurzfristigen, von Wolfgang Kos und Eva Umbauer moderierten, Wiederbelebung der früheren Ö3-Sendung Popmuseum.
- 5. April – Nach 42 Jahren Laufzeit und 15.153 Ausgaben wird das Mittagsmagazin Autofahrer unterwegs eingestellt.
- 15. Juni – Auf Ö1 wird die letzte Ausgabe der seit 1969 laufenden Reihe La Chanson, moderiert von Heinz-Christian Sauer ausgestrahlt.
- 1. Oktober – Der auf elektronische Tanzmusik spezialisierte deutscher Radiosender Evosonic stellt seinen Betrieb ein.
- 16. Oktober – MDR-Sinfonieorchester begeht seinen 75., das Symphonieorchester des Bayerischen Rundfunks seinen 50. Geburtstag.
- Dezember – Der BR stellt sein Computermagazin Fatal Digital, das 1985 unter dem Namen Bit, byte, gebissen gestartet wurde, ein.

## Fernsehen
- Als erster Regionalableger von MTV beginnt MTV Germany sein Programm unverschlüsselt via Satellit abzustrahlen.
- 3. Januar – Sat.1 zeigt die erste Folge der Jugendserie Dawson’s Creek im deutschsprachigen Fernsehen.
- 9. Januar – Die Zeichentrickserie Pippi Langstrumpf feiert auf ZDFtivi, bei Tabaluga tivi Premiere.
- 10. Januar – Der US-amerikanische Bezahlsender HBO beginnt mit der Ausstrahlung der Serie Die Sopranos. Im Mittelpunkt steht Tony Soprano, Angehöriger der Mafia und seine Familie.
- 24. Januar – Bei der Verleihung der 56. Golden Globes Awards werden die Serien The Practice und Ally McBeal ausgezeichnet.
- 20. Februar – ProSieben beginnt mit der deutschsprachigen Erstausstrahlung von Alle lieben Raymond.
- 8. März – Auf ProSieben ist zum ersten Mal die von Stefan Raab moderierte Comedyshow TV total zu sehen.
- 21. März – Das ZDF zeigt die vorerst letzte Folge der Knoff-Hoff-Show.
- 29. März – Auf dem öffentlich-rechtlichen Spartensender Kinderkanal wird die erste Episode der Teletubbies im deutschsprachigen Fernsehen ausgestrahlt.
- 14. April – Susanne Daubner spricht ihre erste 20-Uhr Tagesschau. Sie ersetzt den 1998 in den Ruhestand verabschiedeten Wilhelm Wieben.
- 17. April – Alexander Huber moderiert erstmals für Kinder Tabaluga tivi.
- 2. Juni – Mit dem Sendestart von Bhutan Broadcasting Service (BBS) nimmt der erste Fernsehsender des Himalayakönigreichs Bhutan seinen Betrieb auf.
- 22. Juni – Auf ProSieben hat die Serie Eine himmlische Familie deutschsprachige Premiere.
- 1. September – Bei RTL II beginnt die deutschsprachige Erstausstrahlung von Pokémon.
- 3. September – Auf RTL wird Wer wird Millionär? moderiert von Günther Jauch, zum ersten Mal ausgestrahlt.
- 4. September – Auf ZDFtivi wird die 100. Sendung von Tabaluga tivi ausgestrahlt.
- 27. Oktober – Auf ORF 2 wird die Nachmittagstalkshow Die Barbara Karlich Show zum ersten Mal ausgestrahlt.
- 30. Oktober – Der Tigerenten Club feiert seine 200. Sendung.
- 18. Dezember – Bei Tabaluga tivi wird die letzte Sendung dieses Jahrtausends gefeiert.
- 23. Dezember – Das Bayerische Fernsehen beginnt mit der Ausstrahlung von 13 neuen Folgen der Serie Pumuckls Abenteuer ohne Gustl Bayrhammer.
- 31. Dezember – Dagmar Berghoff legt ihr Amt als Tagesschausprecherin und Chefsprecherin nieder. Ihr Nachfolger wird Jo Brauner.

## Gestorben
- 13. Januar – Karl Lieffen, deutscher Schauspieler, zahlreiche Fernsehrollen u. a. Derrick, Der Alte, Der ganz normale Wahnsinn stirbt 72-jährig in Starnberg.
- 18. Januar – Günter Strack, deutscher Film u. Fernsehschauspieler (Diese Drombuschs, Ein Fall für zwei, 1981–1988) stirbt 69-jährig in Münchsteinach, Mittelfranken.
- 1. Februar – Barış Manço, türkischer Sänger und Fernsehmoderator stirbt 56-jährig in Istanbul.
- 12. Februar – Heinz Schubert, deutscher Schauspieler stirbt 73-jährig in Hamburg. Schubert wurde vor allem durch die Rolle des konservativen Kleinbürgers Alfred Tetzlaff („Ekel Alfred“) in der WDR-Serie Ein Herz und eine Seele bekannt.
- 22. März – David Strickland, US-amerikanischer Schauspieler (Susan) stirbt 29-jährig in Glen Cove auf Long Island.
- 18. Mai – Hans Mahle, deutscher Politiker und zeitweiliger Generalintendant des Rundfunks der DDR stirbt 87-jährig in Berlin.
- 28. Juli – Alfons Dalma, kroatisch-österreichischer Journalist, 1967–1974 Chefredakteur des Aktuellen Dienstes im ORF, stirbt 80-jährig in Wien.
- 17. August – Eberhard Cohrs, deutscher Komiker und Schauspieler (Ein verrücktes Paar, Nonstop Nonsens) stirbt 78-jährig in Diensdorf-Radlow, Brandenburg.
- 20. September – Willy Millowitsch, deutscher Schauspieler und Leiter des Millowitsch-Theaters stirbt 90-jährig in Köln. Er wurde bundesweit vor allem durch die zahlreichen Fernsehübertragungen aus seinem Theater bekannt.
- 14. Oktober – Richard B. Shull, US-amerikanischer Seriendarsteller (Holmes & Yoyo) stirbt 70-jährig in New York.